# Sacramento Kings 2014-2015
La stagione 2014-15 dei Sacramento Kings fu la 66ª nella NBA per la franchigia.
I Sacramento Kings arrivarono quarti nella Pacific Division della Western Conference con un record di 29-53, non qualificandosi per i play-off.

## Roster
| N° | Naz.                   | Ruolo | Sportivo         | Anno | Alt. | Peso |
| -- | ---------------------- | ----- | ---------------- | ---- | ---- | ---- |
| 3  | Stati Uniti (bandiera) | G     | Ray McCallum     | 1991 | 191  | 86   |
| 5  | Stati Uniti (bandiera) | AC    | Ryan Hollins     | 1984 | 213  | 104  |
| 7  | Stati Uniti (bandiera) | G     | Darren Collison  | 1987 | 183  | 73   |
| 8  | Stati Uniti (bandiera) | A     | Rudy Gay         | 1986 | 203  | 104  |
| 9  | Stati Uniti (bandiera) | G     | Ramon Sessions   | 1986 | 191  | 86   |
| 9  | Stati Uniti (bandiera) | G     | David Stockton   | 1991 | 180  | 75   |
| 10 | Canada (bandiera)      | G     | Nik Stauskas     | 1993 | 198  | 93   |
| 13 | Stati Uniti (bandiera) | A     | Derrick Williams | 1991 | 203  | 109  |
| 15 | Stati Uniti (bandiera) | A     | DeMarcus Cousins | 1990 | 211  | 122  |
| 16 | Stati Uniti (bandiera) | G     | Ben McLemore     | 1993 | 196  | 88   |
| 18 | Israele (bandiera)     | A     | Omri Casspi      | 1988 | 206  | 102  |
| 20 | Stati Uniti (bandiera) | A     | Quincy Miller    | 1992 | 206  | 95   |
| 22 | Stati Uniti (bandiera) | G     | Andre Miller     | 1976 | 188  | 91   |
| 24 | Stati Uniti (bandiera) | A     | Carl Landry      | 1983 | 206  | 112  |
| 25 | Stati Uniti (bandiera) | A     | Eric Moreland    | 1991 | 208  | 99   |
| 30 | Stati Uniti (bandiera) | A     | Reggie Evans     | 1980 | 203  | 111  |
| 31 | Stati Uniti (bandiera) | A     | David Wear       | 1990 | 208  | 104  |
| 32 | Canada (bandiera)      | C     | Sim Bhullar      | 1992 | 226  | 163  |
| 34 | Stati Uniti (bandiera) | A     | Jason Thompson   | 1986 | 211  | 113  |

## Staff tecnico
- Allenatori: Michael Malone (11-13)[1], Tyrone Corbin (7-21)[2], George Karl (11-19)
- Vice-allenatori: Tyrone Corbin (fino al 15 dicembre), Corliss Williamson, Vance Walberg, Micah Nori
- Vice-allenatori per lo sviluppo dei giocatori: Ryan Bowen, Dee Brown
- Direttore dello sviluppo atletico: Chip Schaefer
- Preparatori atletici: Pete Youngman, Manny Romero